# Ida Maria von Conring
Ida Maria von Conring, eigentlich Ida Christiane Friederike Adolphine von Conring (* 9. Juli 1855 in Schwerin; † 30. Juni 1928 in Starnberg) war eine deutsche Schriftstellerin.

## Leben
Ida von Conring war die Tochter des preußischen Generalleutnants Gustav von Conring und dessen Frau Karoline Christiane Luise, geb.  von der Lühe. Mit ihrer Familie lebte sie in Schwerin, Rostock, Danzig, Hannover und Straßburg. Wohl nach oder wegen ihrer Konversion zum Katholizismus fügte sie ihrem Rufnamen Ida als zusätzlichen Vornamen Maria hinzu, der in bekannten Lebensurkunden jedoch nirgendwo erscheint.
1878 gab sie ihr erstes Buch heraus, dem mehrere weitere folgten.
Ida von Conring war in erster Ehe verheiratet mit dem Obristlieutnant Adolf Justus von Conring (1822–1908). Das Ehepaar lebte 1887 in Wismar, wo ein Sohn geboren wurde, später in Spanien, dann in Hamburg. Als Witwe heiratete Ida von Conring 1918 in Berlin-Schöneberg den 78-jährigen Kapitän zur See a. D.  Armand Johann Cato Emil Freiherr von Erhardt (* 1840) und wurde dadurch zu Freifrau von Erhardt. Durch welche Umstände es zu ihrem Sterbeort in Bayern kam, ist nicht überliefert.
Ida Maria von Conring gründete ein Genesungsheim in Groß-Borstel, dem sie als Oberin vorstand.

## Schriften
- Von Haide und Campagna: Gedichte und Balladen. J. Kühtmann, Bremen 1880.
- Fern von der Heimath! Gedichte. Fischer, Norden 1883.
- Seine junge Frau: Roman. Schriftenvertriebsanstalt, Berlin 1899.
- Teuer erkauft. Weber, Heilbronn a. Neckar ca. 1900 (Weber's moderne Bibliothek; 77).
- Frauensachen: 2 Erzählungen. Berlin 1901.
- Elisabeth von Ellern: Roman. Weber, Heilbronn 1902 (Weber's moderne Bibliothek; 39).
- Tage der Not: Historische Skizze. F. Schulze, Berlin 1902.
- Dunkle Wege: Roman. Berlin 1905.